# كوماند أند كنكر
كوماند أند كنكر (بالإنجليزية: Command & Conquer)‏ أو اختصاراً (سي ان سي) أو (سي اند سي) هي لعبة متعددة الأجزاء، أغلبها استراتيجية عدا لعبة سي ان سي رينيجيد والتي تقوم على مبدأ تصويب منظور الشخص الأول. اللعبة صممت ونشرت أولا من قبل استديوهات ويست وود، ولكن عند تفكك الشركة قامت اي ايه بامتلاكها.
في الشهر السابع من عام 2010، ضمت سلسلة سي ان سي إحدى عشر جزءً، وقد قامت الشركة ببيع أكثر من 30 مليون نسخة عالمياً.

## الألعاب

### سلسلة كوماند أند كنكر
أول لعبة واسمها كوماند أند كنكر : تاييبرين دون اصدرت في تاريخ 13\8\1995 , وقد أصبحت من أهم الألعاب الاستراتيجية. وفي هذا الجزء تم تقديم الأحزاب المتحاربة جي دي أي وأخوية النود.

ثاني جزء من هذه السلسلة واسمه كوماند أند كنكر : تاييبرين صن اصدرت في تاريخ 27\7\1999, وأحداثها تقوم بعد 30 عام من الجزء الأول.

ثالث جزء واسمه كوماند أند كنكر : رينيجيد اصدرت في تاريخ 26\2\2002, وأحداثها تقوم في نهاية قصة كوماند اند كنكر. وقد كانت اخر لعبة يتم اصدارها من شركة ويست وود.

كانت العودة في عام 2007 عندما قامت أي ايه في إصدار الجزء الرابع من هذه السلسة واسمه كوماند أند كنكر 3 : تاييبريم وورز

في عام 2010 قامت الشركة باصدار الجزء الخامس واسمه كوماند أند كنكر 4 : تاييبرين توايلايت، وقد لوحظ تغيير كبير في نظام اللعبة.

### سلسلة كوماند أند كنكر: ريد اليرت
المقال الرئيسي كوماند أند كنكر : ريد اليرت
وتم اصدارها في عام 1996. وتبنى القصة في عالم بديل حيث ان الاتحاد السوفيتي لم ينهار. وبعد اربع اعوام صدر الجزء الثاني تحت اسم كوماند أند كنكر : ريد اليرت 2. في عام 2008 تم إصدار الجزء الثالث.

### سلسلة كوماند أند كنكر: جينرالز
المقال الرئيسي كوماند أند كنكر : جينرالز

وهي لعبة تختلف عن أي جزء اخر في السلسلة، وتدور القصة عن أحداث في المستقبل القريب حيث تقع الصدامات بين الصين والولايات المتحدة الأمريكية والعرب.

## الاستقبال
لقد كانت هذه السلسلة ناجحة بشكل كبير لأنها باعت أكثر من 30 مليون نسخة عالمياً. ولأن العديد من الأجزاء فيها حققت نسب تقييم عالية في مواقع التقييم المشهورة مثل GameRankings و Metacritic.
| اللعبة        | GameRankings | Metacritic |
| ------------- | ------------ | ---------- |
| تاييبرين دون  | 84%          | 94%        |
| تاييبرين صن   | 80%          | -          |
| رينيجيد       | 75%          | 75%        |
| تاييبريم وورز | 85%          | 85%        |
| ريد اليرت     | 91%          | 90%        |
| ريد اليرت 2   | 86%          | 84%        |
| يوريز ريفنج   | 85%          | 86%        |
| ريد اليرت 3   | 81%          | 82%        |
| جينرالز       | 85%          | 84%        |
| زيرو أور      | 84%          | 83%        |